# Reprezentacja Hongkongu w piłce nożnej mężczyzn
Reprezentacja Hongkongu w piłce nożnej pierwszy mecz na arenie międzynarodowej rozegrała 1 stycznia 1949 roku przeciwko drużynie Korei Południowej. Spotkanie to zakończyło się zwycięstwem Koreańczyków 5:2. 
W latach 1930–1970 reprezentacja Hongkongu nie brała udziału w eliminacjach do Mistrzostw Świata. Po raz pierwszy w kwalifikacjach wystartowała w 1974 roku, jednak do tej pory nie udało się jej wywalczyć awansu do tej imprezy. Obecnie selekcjonerem kadry Hongkongu jest Liu Chun-Fai.

## Udział wMistrzostwach Świata
- 1930 – 1950 – Nie brał udziału (nie był członkiem FIFA)
- 1954 – 1970 – Nie brał udziału
- 1974 – 2022 – Nie zakwalifikował się

## Udział wPucharze Azji
- 1956 – III miejsce (Pierwsi  brązowi medaliści Pucharu Azji)
- 1960 – Nie zakwalifikował się
- 1964 – IV miejsce
- 1968 – V miejsce
- 1972 – 2019 – Nie zakwalifikował się
- 2023 – Faza grupowa

## Udział w Tiger Cup (już nie istnieje)
- 2003 – 4. miejsce
- 2005 – 2007 – nie zakwalifikowali się